# 動脈炎病毒科
動脈炎病毒科（學名：Arteriviridae）是網巢病毒目的一個科，為具包膜的正單鏈RNA病毒，病毒顆粒直徑約為45－60奈米
，以馬、豬、負鼠、人類以外的靈長類與鼠類等脊椎動物為宿主，包括造成馬呼吸道症狀、倦怠、結膜炎與母馬流產的馬動脈炎病毒（EAV），造成猪繁殖和呼吸障碍综合征（藍耳病）的猪繁殖与呼吸综合征病毒（PRRSV）與猪繁殖与呼吸综合征病毒二型，造成猴出血熱的猴出血熱病毒（SHFV），感染鼠類的乳酸鹽脫氫酶提升病毒（LDV）與感染負鼠的負鼠病毒等。

## 亞科
根據國際病毒分類委員會（ICTV）的分類，動脈炎病毒科包括以下6個亞科：
- Crocarterivirinae：感染非洲大鼩鼱（英语：African giant shrew）的病毒
- 馬動脈炎病毒亞科（Equarterivirinae）：僅包含馬動脈炎病毒一種病毒
- Heroarterivirinae：感染非洲巨頰囊鼠（英语：African giant pouched rat）的病毒
- 猴動脈炎病毒亞科（英语：Simarterivirinae）：下分6個屬，包括猴出血熱病毒等病毒
- Variarterivirinae：下分3個屬，包括猪繁殖与呼吸综合征病毒、乳酸鹽脫氫酶提升病毒等
- Zealarterivirinae：負鼠病毒

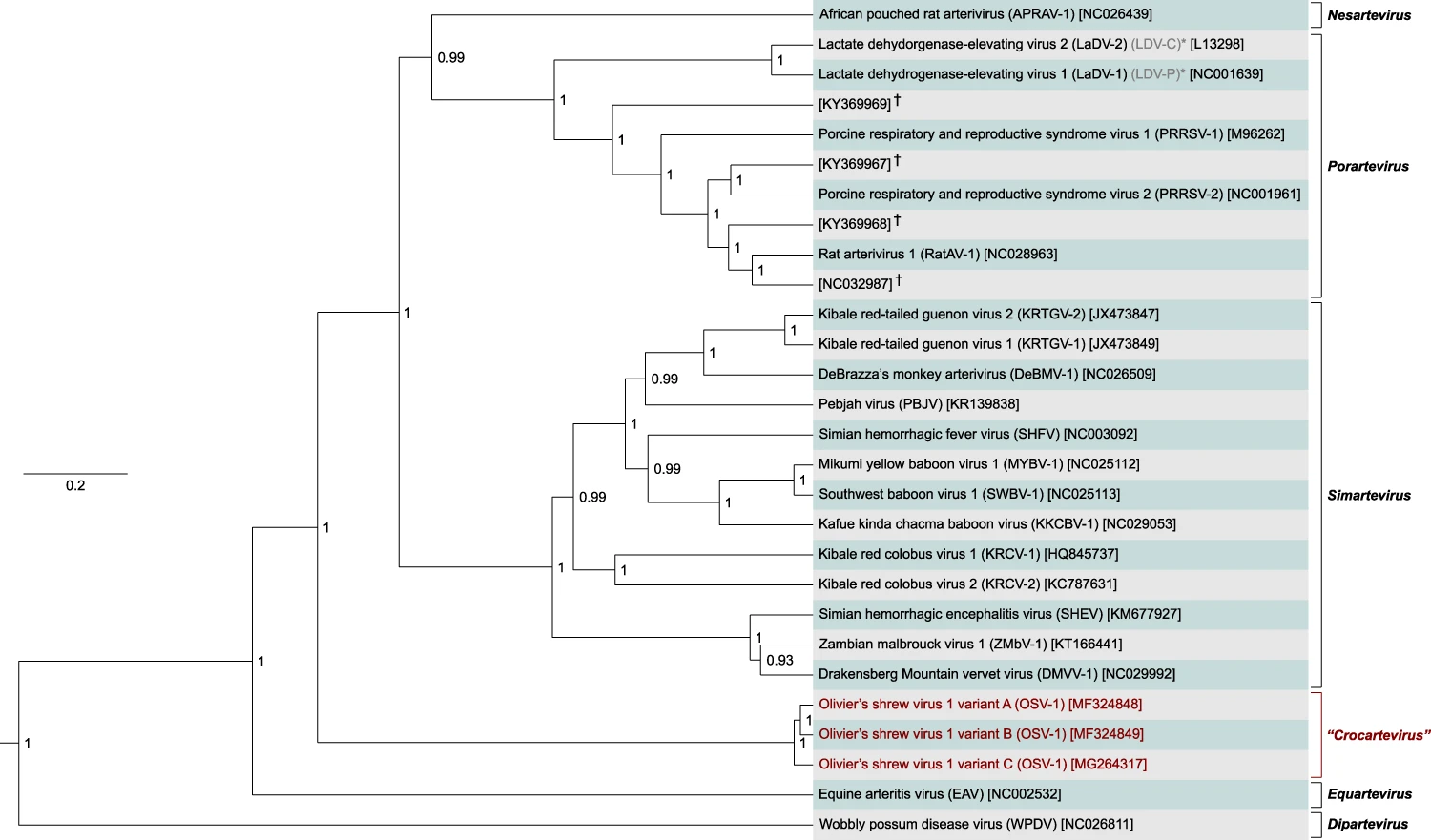
動脈炎病毒科各類群的演化樹。其中Nesartevirus今屬Heroarterivirinae；Porartevirus今屬Variarterivirinae